# Gloriana (género)
Gloriana es un género de polillas de la familia Erebidae.

## Especies
Este género contiene las siguientes especies:
- Gloriana dentilinea (Leech, 1900)
- Gloriana ornata (Moore, 1882)